# Chioneosoma badeni
Chioneosoma badeni är en skalbaggsart som beskrevs av Brenske 1886. Chioneosoma badeni ingår i släktet Chioneosoma och familjen Melolonthidae. Inga underarter finns listade i Catalogue of Life.